# ISC3
O ISC3 (Industrial Source Complex) é modelo computadorizado de dispersão atmosférica utilizados para avaliar as concentrações de poluentes uma ampla variedade de fontes associadas a um complexo industrial. Utiliza o modelo de dispersão de Gauss, podendo operar nos seguintes parâmetros:
- Fontes em Área
- Fontes em Linha
- Fontes estacionárias